# Славгород (селище)
Сла́вгород — селище в Україні, адміністративний центр Славгородської селищної громади Синельниківського району Дніпропетровської області. Населення за переписом 2001 року становить 2 554 особи. До 2017 року орган місцевого самоврядування — Славгородська селищна рада.

## Географічне розташування
Селище Славгород розташоване за 77,5 км від обласного центру та 24,5 км від районного центру, біля витоків річки Нижня Терса і струмка Осокорівка. Найближчі населені пункти: Тургенєвка, Аграфенівка (0,5 км), Польове (1,5 км), Бегма (2,5 км). Через селище пролягає залізниця, станція Славгород-Південний.

## Історія
Перші згадки про місцевість, де виникло селище, датуються кінцем XVII сторіччя. У переліку запорізьких земель за 1675 рік значиться урочище Осокорівка і Осокорівський ліс, які відносилися до Самарської паланки Запорозької Січі. Вздовж берегів річки Осокорівки та її притоки річки Плоскої ставили свої хутори-зимівники представники запорозької військової старшини й чиновної знаті.
У 1776 році, за указом Катерини II, землі на берегах річки Осокорівки були передані землі у власність поручику Озерову — 3300 десятин — і майору Карпову — 1650 десятин. Засноване поселення на початку XIX століття під первинною назвою Жебунівка. Назва походила від прізвища власника земель Жебунова. За переказами, ці місця називали раніше славними, бо місцевість на берегах річки Плоска Осокорівка на той час була відома мисливськими угіддями, достатком риби й дичини.
Станом на 1886 рік в селі Василівської волості Павлоградського повіту Катеринославської губернії налічувалось 270 осіб, 61 домогосподасртво, існували православна церква, школа, 6 лавок, винний склад, лісова пристань, постоялий двір, 2 ренських погреба, відбувалось 3 ярмарки на рік та базари на свята.
В ході проведення столипінської аграрної реформи положення бідняків і середняків погіршилося. Чимало славгородських селян у пошуках землі та кращої долі стали переселятися до Сибіру, переважно в степові райони Алтаю, де ще наприкінці XIX століття в Кулундинському степу вихідцями з Катеринославської губернії було засновано поселення Славгород.
В селищі одна з вулиць названа ім'ям Героя Радянського Союзу Адаменка Василя, який загинув 1943 року.

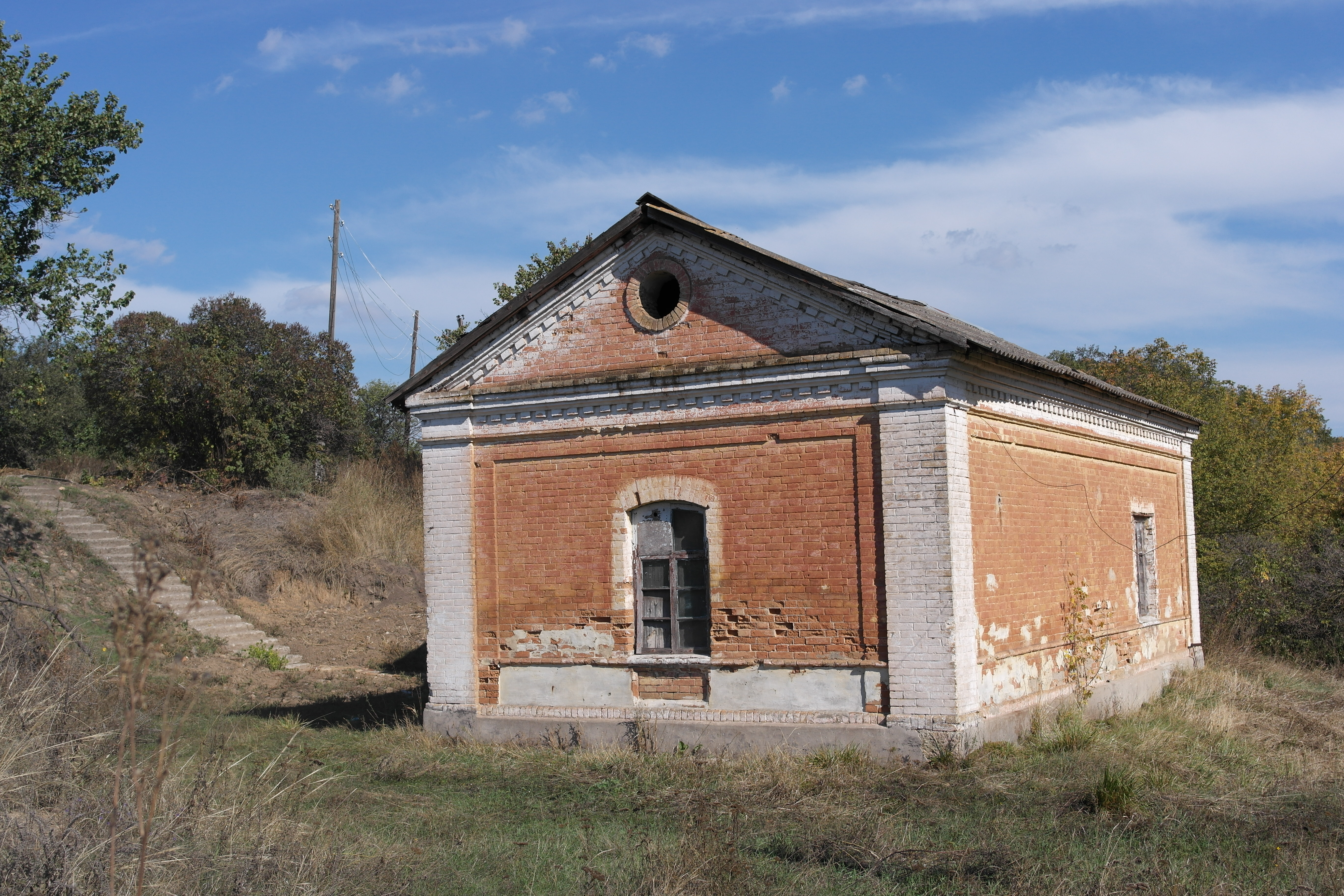
Колишня будівля промислового призначення в селищі Славгород

У 1938 році селу присвоєно статус селище міського типу.
12 травня 2017 року, в ході децентралізації, утворена Славгородська селищна громада.
19 липня 2020 року, в результаті адміністративно-територіальної реформи та ліквідації   Синельниківського (1923—2020) району, селище увійшло до складу новоутвореного Синельниківського району.
26 січня 2024 року в Україні набув чинності Закон № 3285-IX, який передбачає дерадянізацію адміністративно-територіального устрою України, то ж селище міського типу Славгород набуло статусу селища.

## Населення

### Мова
Розподіл населення за рідною мовою за даними перепису 2001 року:
| Мова            | Кількість | Відсоток |
| --------------- | --------- | -------- |
| українська      | 2317      | 90.72%   |
| російська       | 219       | 8.57%    |
| білоруська      | 4         | 0.16%    |
| вірменська      | 4         | 0.16%    |
| румунська       | 1         | 0.04%    |
| циганська       | 1         | 0.04%    |
| інші/не вказали | 8         | 0.31%    |
| Усього          | 2554      | 100%     |

## Економіка
- ВАТ «Славгородський арматурний завод».
- ЗАТ «Славгород-Агро».
- ЗАТ «Промарматура».
- ТОВ «Ікар».
- ДП «Атлант».
- Цех № 76 ВАТ «Мотор-Січ».

## Об'єкти соціальної сфери
- Школа.
- 2 дитячі садочки.
- Лікарня.
- Клуб.

## Транспорт
В селищі розташована залізнична станція Славгород-Південний, на якій щоденно зупиняються приміські електропоїзди сполученням Запоріжжя — Синельникове I — Дніпро.